# الغزو المجري لحوض الكاربات

الغزو المجري لحوض الكاربات، أو الغزو المجري، أو الاستيلاء المجري على الأراضي (باللغة الهنغارية: honfoglalás، أي «غزو الوطن»)، سلسلةً من الأحداث التاريخية انتهت باستيطان المجريين أوروبا الوسطى في مطلع القرنين التاسع والعاشر. تحاربت ثلاث من أهم قوى العصور الوسطى المبكرة للسيطرة على حوض الكاربات قبل وصول المجريين: الإمبراطورية البلغارية الأولى، ومملكة الفرنجة الشرقيين، ومورافيا العظمى. جنّدت هذه القوى سابقًا فرسان مجريين من وقت لآخر، ما منح المجريين الذين استقروا في سهول بونتيك شرق الكاربات معرفةً مسبقةً بوطنهم المستقبلي عندما بدأوا عملية «الاستيلاء على الأراضي».
بدأ الغزو المجري في سياق «عصر الهجرات «الصغيرة» أو المتأخرة». بيّنت المصادر المعاصرة عبور المجريين جبال الكاربات عقب هجوم مشترك في 894 أو 895 شنّه البجانكة والبلغاريون ضدهم؛ ومن ثم سيطرتهم على الأراضي المنخفضة شرق نهر الدانوب واحتلال بانونيا (المنطقة الواقعة غرب النهر) بعد مهاجمتها في عام 900. استغل المجريون النزاعات الداخلية في مورافيا لصالحهم وأبادوها بين عامي 902 و906.
عزز المجريون سيطرتهم على حوض الكاربات عبر التغلب على جيش دوقية بافاريا في معركة دارت أحداثها في براتيسلافا (بريزالاوسبورتس سابقًا) في 4 يوليو عام 907. بدأوا سلسلةً من الغارات بين عامي 899 و955 واستهدفوا أيضًا الإمبراطورية البيزنطية بين عامي 943 و971. على أي حال، استقرّوا بصورة تدريجية في الحوض وأسسوا ملكية مسيحية تحت اسم مملكة المجر نحو عام 1000.